# Модер
Модер (фр. Moder) је река у Француској. Дуга је 82 km. Улива се у Рајну. 